# Ford Custom
Der Ford Custom war ein PKW-Modell von Ford, das im Modelljahr 1949 als Spitzenmodell, parallel zur Ford-Serie gebaut wurde. 1957 lebte der Name wieder auf, allerdings für die einfachste Ausstattungsvariante, die parallel zum Modell Fairlane angeboten wurde. Der Fairlane löste den Custom in dieser Rolle auch 1960 ab. 1964 tauchte der Name erneut auf, wiederum für die einfachste Ausstattungsvariante. 1976 verschwand der Name als Bezeichnung einer eigenständigen Modellreihe, um erst 2012 im Transit Custom wieder aufzutauchen.

## Modelle Jahr für Jahr

### Modelle 98HA und 98BA (1949)
Im Juni 1948 präsentierte Ford den Nachfolger für die Super-Deluxe-Serie als „Custom-Serie“, während die einfachere Ausstattungsvariante sich einfach „Ford-Serie“ nannte. Vom Vorgänger übernahm der Custom auch die Motoren, einen Reihensechszylinder mit 3.703 cm³, der bei 3.300/min 95 bhp (70 kW) abgab und einen V8-Motor mit 3.917 cm³, der 100 bhp (74 kW) bei 3.600/min leistete.
Der Custom war als 2- oder 4-türige Limousine, 2-türiges Club-Coupé, 2-türiges Cabriolet oder 3-türiger Kombi verfügbar und zeigte gegenüber dem Vorgänger die neue, modische Pontonform mit integrierten Kotflügeln.
Im Folgejahr wurden die Serie durch die Custom-Deluxe-Serie abgelöst. Von der ersten Custom-Serie entstanden 914.291 Exemplare.

### 1957–1959
Im Oktober 1956 wurde der Nachfolger des Basismodells Mainline präsentiert. Das neue Modell hatte eine ausgeprägte Trapezform, einzelne Scheinwerfer über dem breiten Kühlergrill und deutliche Heckflossen mit großen, runden Rücklichtern. Es war als Custom und etwas besser ausgestatteter Custom 300 verfügbar. Als Motorisierung diente entweder ein Sechszylinder-Reihenmotor mit 3.654 cm³ Hubraum, der 144 bhp (106 kW) bei 4.200/min. abgab oder ein V8-Motor mit 4.457 cm³ Hubraum, der bei 4.500/min. 190 bhp (140 kW) leistete.
Der Custom war als zwei- oder viertürige Limousine oder als zweitüriges Business-Coupé erhältlich, der Custom 300 nur als Limousine.
Im Modelljahr 1958 entfiel der Custom; es gab nur noch den Custom 300, allerdings in allen drei Karosserievarianten. Die beiden einzelnen Scheinwerfer wurden durch Doppelscheinwerfer ersetzt und der Kühlergrill fiel etwas kleiner aus. Der Sechszylindermotor legte um 1 bhp zu, der V8-Motor um ganze 15 bhp auf 205 bhp (151 kW).
1959 fielen die stilistischen Veränderungen eher gering aus: eine etwas eckigere Front und noch größere runde Rücklichter. Der Radstand wurde von 116″ auf 118″ vergrößert und der V8-Motor leistete nur noch 200 bhp (147 kW), allerdings schon bei 4.400/min.
In drei Jahren entstanden 1.351.093 Custom und Custom 300. Im Folgejahr löste der bisher schon parallel gefertigte Ford Fairlane den Custom 300 ab.

### 1964–1968
Im September 1963 löste der neue Custom den Ford 300 als einfachstes Modell ab. Die Heckflossen waren verschwunden und hatten dem nüchternen Design der 1960er-Jahre Platz gemacht. Geblieben waren die Doppelscheinwerfer und die riesigen, runden Rücklichter. Die Reihensechszylindermotoren hatten einen Hubraum von 3.654 cm³ und leisteten 138 bhp (101 kW) bei 4.200/min., die V8-Motoren wiesen 4.261 cm³ Hubraum auf und brachten es auf 164 bhp (121 kW) bei 4.400/min.
Der Custom war nur als 2- oder 4-türige Limousine verfügbar, ebenso der besser ausgestattete Custom 500.
1965 kam ein komplett neues Styling. Die Doppelscheinwerfer saßen nun übereinander an den Enden des breiten Kühlergrills mit vertikalen Chromstäben. Der neue Sechszylindermotor hatte 3.933 cm³ Hubraum und leistete 150 bhp (110 kW) bei 4.000/min., der V8-Motor war auf 4.736 cm³ aufgebohrt worden und lieferte 200 bhp (147 kW) bei 4.400/min.
Nur kleine Änderungen am Kühlergrill sah man bei den 1966er-Modellen. Auch technisch blieb alles beim Alten. Auch 1967 blieb es bei kleinen Änderungen an der Fahrzeugfront.
Im Modelljahr 1968 war wieder eine größere Überarbeitung fällig: Die Front zeigte einen breiten Kühlergrill in V-Form mit nebeneinander eingelassenen Doppelscheinwerfern. Über den hinteren Radausschnitten kam ein „Hüftschwung“ hinzu, der das Designkonzept der Coke-Bottle-Linie umsetzte. Technisch gab es wenig Änderungen; nur der V8-Motor leistete nun 5 bhp weniger (195 bhp / 143 kW bei 4.600/min.).

### 1969–1972
Zum Modelljahr 1969 renovierte Ford seine Full-Size-Reihe. Wie bisher, waren drei Full-Size-Modelle im Programm, die weitgehend baugleich waren, sich aber durch Ausstattungsdetails voneinander unterschieden. Der Custom bildete die preiswerteste Reihe, die vor allem Flottenkunden wie Behörden und Autovermieter ansprach. Als mittlere Reihe gab es den Galaxie, und die teuerste und am besten ausgestattete Full-Size-Variante war der LTD. Design und Technik stimmten weitgehend überein; eine Besonderheit des Custom war allerdings der Reihensechszylindermotor (Big Six), der nur in dieser Reihe erhältlich war und bis 1972 die Basismotorisierung darstellte.
Zum Modelljahr 1969 wuchs der Radstand des Custom wie bei den anderen Full-Size-Fords um 2 Zoll auf 121 Zoll. Der alte 289er-Challenger-V8 wurde durch einen Motor mit 302 cui (4.948 cm³) Hubraum ersetzt, der 220 bhp (162 kW) bei 4.600/min leistete. Nachdem die Station-Wagon-Serie als eigenständige Modellreihe aufgegeben worden war, kam beim Custom ein fünftüriger Kombi mit 6 Sitzen namens Ranch Wagon dazu, der auch als Custom 500 erhältlich war. In dieser besseren Ausstattung war er auch mit 10 Sitzen (auf drei Sitzbänken) zu bekommen.
Eine leichte stilistische Überarbeitung stand auch 1970 an: Die Doppelscheinwerfer verschwanden in dunklen Höhlen des wuchtigen Kühlergrills, der eine hervorgehobene Mittelsektion besaß. Der Custom 500 wurde aufgegeben, ebenso wie die zweitürige Limousine, die Sechszylindermodelle waren nur noch als viertürige Limousinen erhältlich.
1971 kam der Custom 500 zurück und beide Modelle zeigten einen Kühlergrill mit breiter, stark vorspringender Mittelsektion, gerahmt von den Doppelscheinwerfern. Beide Modellreihen waren als 4-türige Limousine oder fünftüriger Ranch-Wagon mit 6 Sitzplätzen erhältlich. Sowohl der Sechszylinder als auch der V8 hatten bei gleichbleibendem Hubraum je 10 bhp eingebüßt und leisteten nun 140 bhp (103 kW), bzw. 210 bhp (154 kW).
Nur wenige Änderungen gab es 1972. Lediglich der vordere Stoßfänger wurde etwas massiver ausgeführt.

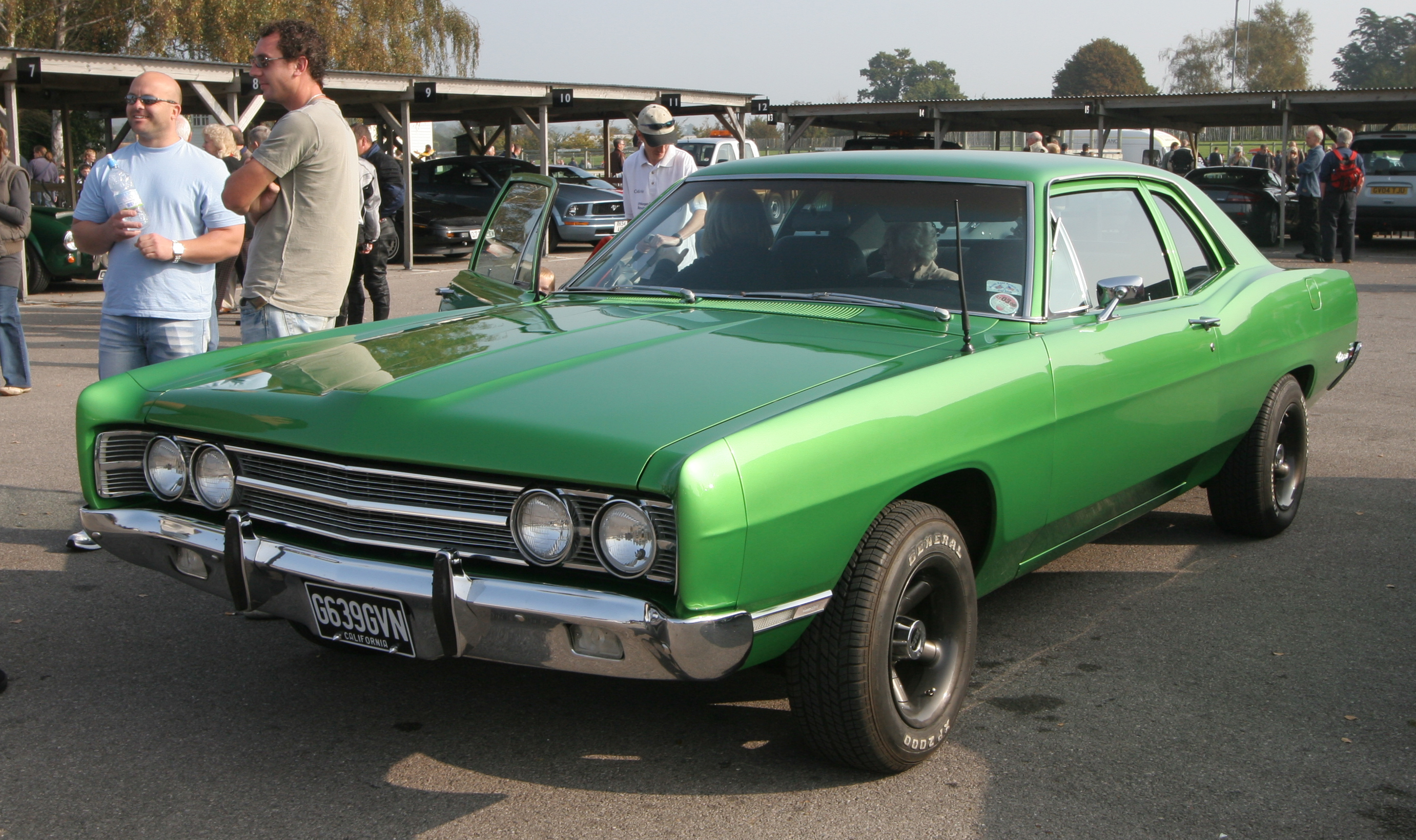
Ford Custom Two Door Sedan (1971)
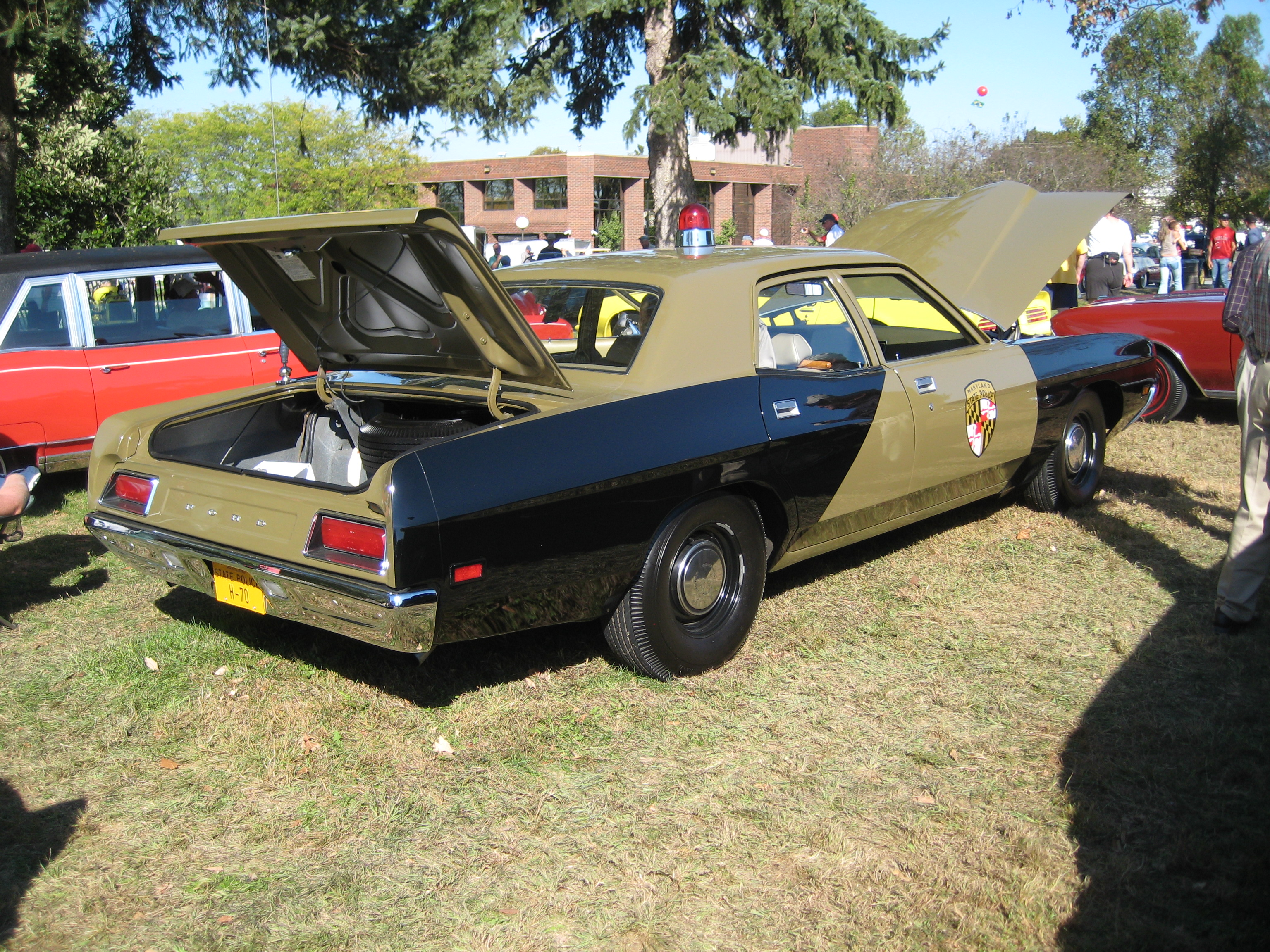
Ford Custom 500 (1972)
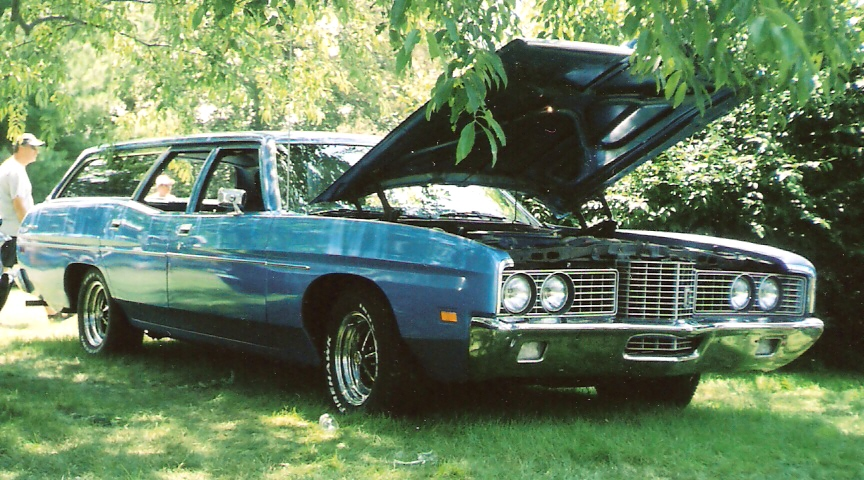
Ford Custom Ranch Wagon (1972)

### 1973–1977: Custom 500
Zum Modelljahr 1973 brachte Ford eine äußerlich stark überarbeitete Ausgabe der Full-Size-Reihe heraus. Der einfache Custom entfiel; es gab nur noch den Custom 500, der unterhalb des Galaxie und des LTD angeordnet war. Die neue Baureihe übernahm das Fahrwerk und den Rahmen von der 1969 eingeführten Vorgängerreihe, bekam aber neu gestaltete Karosseriekörper. Der Aufbau ist länger, breiter und schwerer als die bis 1972 gebaute Form. Alle Ausführungen haben eine breite Kühlermaske und doppelte Rundscheinwerfer. Die Neugestaltung der Karosserie fiel zeitlich mit der Einführung breiterer Stoßfänger, die bei einem Aufprall mit einer Geschwindigkeit von bis zu fünf Meilen pro Stunde (etwa 8 km/h) Karosserieschäden verhindern sollten.
Antriebsseitig war 1973 ein Sechszylinder-Reihenmotor mit 4.096 cm³ (250 cui) die Basismotorisierung; seine Leistung betrug 120 bhp (88 kW) bei 3.200/min. Ab 1974 wurden die Custom 500 serienmäßig mit einem 5,8 Liter großen Achtzylinder-V-Motor ausgestattet.
AB 1975 wurde der Custom 500 nur noch an Flottenbetreiber wie Behörden oder Autovermieter ausgeliefert; Privatkunden konnten das Modell nicht mehr erwerben. Mit dieser sehr einfachen Ausstattung blieb der Custom 500 bis 1977 im Programm; im letzten Modelljahr setzte Ford weniger als 10.000 Fahrzeuge dieser Reihe ab.